# Возрождение (Новосибирская область)
Возрождение — упразднённый посёлок в Здвинском районе Новосибирской области. На момент упразднения входил в состав Чулымского сельсовета. Исключен из учётных данных в 1978 году.

## География
Посёлок располагался у северного берега озера Урюм, в 8,5 км (по прямой) к северо-востоку от села Чулым.

## История
В 1928 году коммуна Пахарь состояла из 1 хозяйства. В административном отношении входил в состав Михайловского сельсовета Нижне-Каргатского района Барабинского округа Сибирского края. В 1951 году посёлок включен в состав Чулымского сельсовета.
Решением Новосибирского облисполкома от 30.05.1978 г. № 332 посёлок исключен из учётных данных.

## Население
По переписи 1926 г. в коммуне проживало 98 человек (61 мужчина и 37 женщин), основное население — русские